# Silvano Vinceti

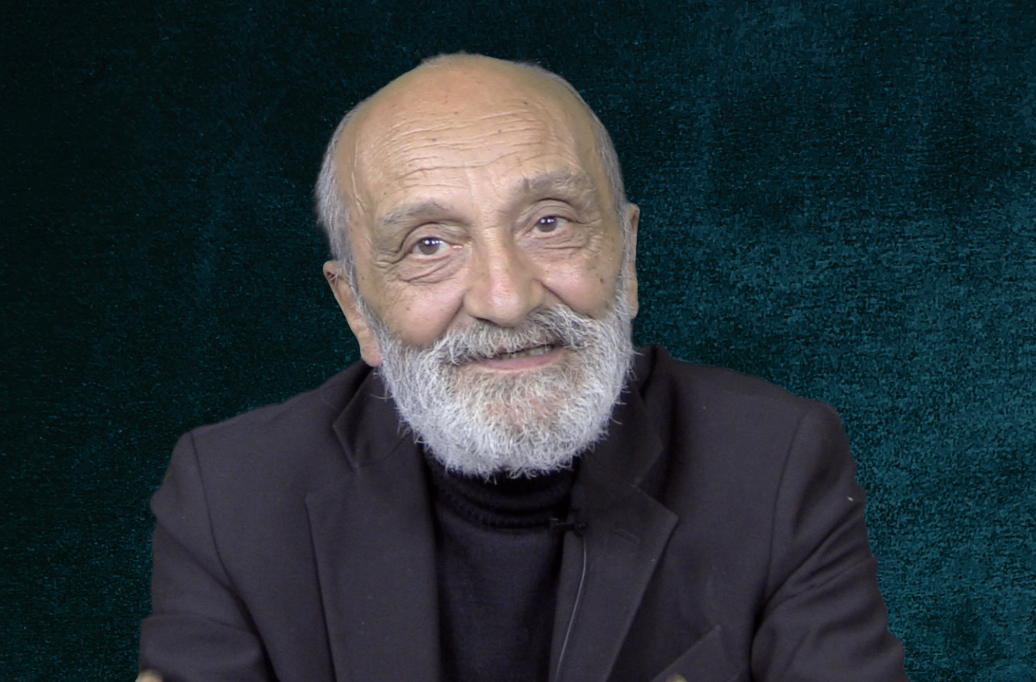
Silvano Vinceti

Silvano Vinceti (Castellarano, 17 settembre 1948) è uno scrittore, saggista, politico e ricercatore italiano, autore di controverse ricerche riguardo alle salme di illustri personaggi del passato.

## Biografia
È stato tra i fondatori della Federazione delle Liste Verdi e dei Verdi Liberaldemocratici, in precedenza aveva aderito al Partito Radicale ed è stato candidato sindaco di Platì, in Aspromonte. È stato presidente dell’associazione ambientalista “Kronos 1991”.
Fondatore e presidente del “Comitato Nazionale per la valorizzazione dei Beni Storici, Culturali e Ambientali” nato nel 2002 a Scandiano, con la ricerca dei resti mortali del conte Matteo Maria Boiardo.
Negli anni l’esperienza della ricerca dei resti del Boiardo, si ripete per quelli del Petrarca, di Pico della Mirandola, di Poliziano, di Monna Lisa Gherardini e di Leopardi (in quest'ultimo caso senza ottenere il permesso di riesumazione). Lavora anche alla ricostruzione ipotetica dei visi di Dante Alighieri, Pico della Mirandola e Poliziano, in base a dipinti, documenti e resti mortali..
Al biennio 2009-2010 risale il lavoro di ricerca sui resti mortali di Caravaggio che porta a un ritrovamento a Porto Ercole, in coincidenza con i 400 anni dalla morte del pittore. Nei casi di Caravaggio, Pico e Poliziano (questi ultimi due sarebbero stati, secondo le analisi sulle ossa, avvelenati con l'arsenico) i ritrovamenti sono stati ritenuti abbastanza verosimili (85% di probabilità nell'identificazione delle ossa del pittore), anche se non assolutamente certi.
Nel 2010 ha affermato di aver scoperto lettere e numeri nel dipinto della Gioconda con una ricerca sui resti mortali della prima modella usata da Leonardo Da Vinci nel plesso di Sant'Orsola a Firenze, la presunta Lisa Gherardini, ma senza alcun esito verificato.
Presidente della Fondazione Leonardo da Vinci (dal 2020 al 2022).
Presidente dell'associazione "Centro Studi Leonardeschi APS" dal 2024.

## Opere
- Oltre il nulla. Armando Editore, 1999
- Ancorar il tempo. Sovera Edizioni, 2001
- L'Enigma Boiardo. Armando Editore, 2003.
- Salò capitale. Breve storia fotografica della RSI. Armando Editore, 2003
- L'attualità del Petrarca. Armando Editore, 2004
- All'ombra della luna. Armando Editore, 2005
- Delitti e misteri del passato. (scritto con Luciano Garofano e Giorgio Gruppioni). Rizzoli, 2008
- L'enigma Caravaggio. Ipotesi scientifiche sulla morte del pittore. (scritto con Giorgio Gruppioni). Armando Editore, 2010
- Il mistero Caravaggio. Una vita dissoluta, una morte misteriosa, un corpo scomparso. Rizzoli, 2010
- Caravaggio. La culla del grande pittore. Una ricerca sulla gioventù dell'artista. (scritto con Giorgio Gruppioni). Armando Editore, 2010
- Porto Ercole. L'ultima dimora di Caravaggio. (scritto con Giorgio Gruppioni e Antonio Moretti). Armando Editore, 2010
- Operette morali. Leopardi il filosofo della speranza. (di Giacomo Leopardi, a cura di Ludovico Fulci e Silvano Vinceti). Armando Editore 2011
- Il segreto della Gioconda. Armando Editore, 2011
- Francesco il rivoluzionario di Gesù. Armando Editore, 2012
- Alla ricerca della Gioconda. Armando Editore, 2014
- L'altra Gioconda di Leonardo. I misteri di un capolavoro ritrovato. Armando Editore, 2016
- Il furto della Gioconda: Un falso al Louvre? Armando Editore, 2019
- Raffaello fra Leonardo e Michelangelo - Armando Editore, 2020
- Dante e i suoi misteri - Armando Editore, 2021
- La prima Gioconda di Leonardo - Armando Editore, 2022
- Manifesto per un nuovo ambientalismo - Armando Editore, 2023
- Il paesaggio della Gioconda fra misteri e suggestioni - Armando Editore, 2024
- La Gioconda svelata - Susil edizioni, 2025